# Mésange lugubre
Poecile lugubris
Espèce
Répartition géographique
Statut de conservation UICN

 LC  : Préoccupation mineure
Synonymes
- Parus lugubris

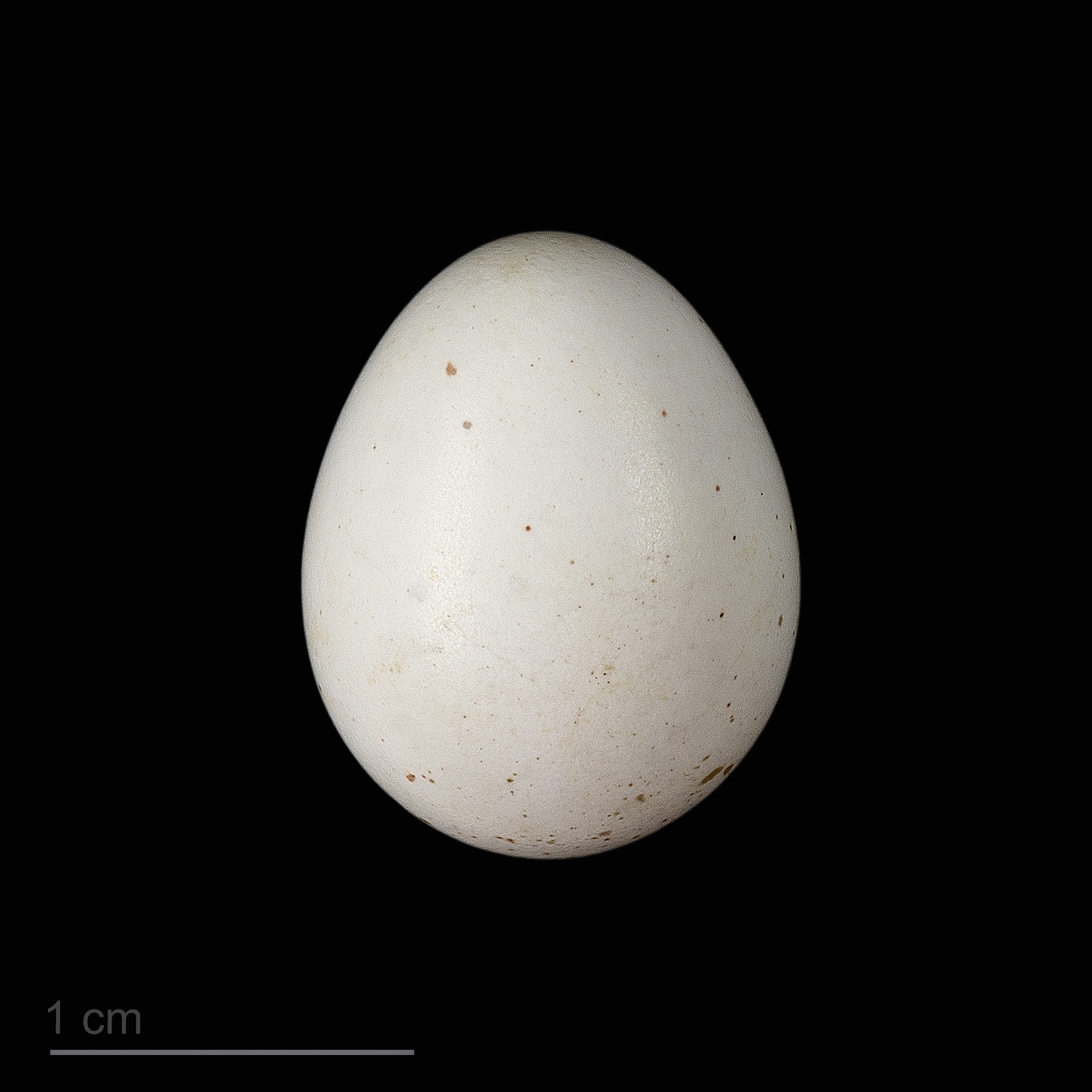
Poecile lugubris - (MHNT)

La Mésange lugubre (Poecile lugubris) est une espèce de passereaux de la famille des paridés. C'est la plus rare des mésanges européennes.

## Description
La Mésange lugubre est la seconde plus grosse mésange par la taille (14 cm de long et 21,5 à 23 cm d'envergure). Son poids, en revanche est inconnu, il doit varier entre 15 et 20 g.
Son plumage terne est semblable à celui d'une Mésange nonnette. Les deux sexes sont presque semblables mais la femelle présente une calotte moins contrastée. L'adulte possède une longue calotte noir fuligineux, un menton et une gorge noir fuligineux formant une large bavette. Les joues, les parotiques et les côtés du cou sont blanc grisâtre (nets aux tertiaires et secondaires internes ?). Le dessous est blanc crème terne avec les flancs lavés de brun cendré. le bec fort est noir et les pattes grises. Le juvénile est semblable à la femelle adulte mais ses joues paraissent sales.
La longévité est inconnue.

## Répartition géographique et habitat
La Mésange lugubre se répartit dans le sud-est de l'Europe et en Asie mineure. Son habitat se situe dans les broussailles, les vergers et les forêts claires.